# Фримен, Ричард Нилл

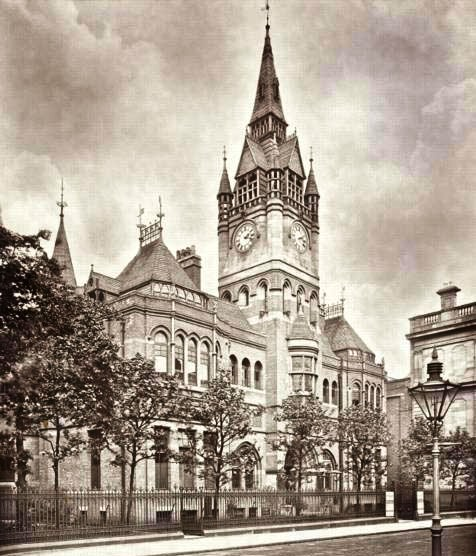
Музей и художественная галерея Дерби, 1900 год

Ричард Нилл Фримен (англ. Richard Knill Freeman, 1840, Лондон — 1904) — британский архитектор, начавший свою карьеру в Дерби и далее переехавший в Болтон (Ланкашир), работавший в викторианском готическом стиле. Всего он работал приблизительно над 140 зданиями, более половины из которых хотя бы частично сохранились. Среди его работ — церкви, дома, реставрации, школы, музеи.
В 1874 году Фримен спроектировал ряд пирсов в Блэкпуле, в 1876 году построил здание Музея и художественной галереи Дерби. В 1882 году он выиграл первый тур соревнования Музея наук и искусств в Дублине (Национального музея Ирландии) «за дизайн здания четырёхугольной формы с мансардной крышей». В 1884 году он построил в Москве Англиканскую церковь Святого Андрея, «типичную английскую церковь в викторианском стиле».
Церковь святой Троицы в Блэкпуле и Церковь святого Лаврентия в Престоне были достроены в 1895 году; кроме того, он построил церковь святой Маргариты в Холлингсвуде, реставрировал церковь в Уорсли и спроектировал больницу.
Фримен входил в Манчестерский союз архитекторов (англ. Manchester Society of Architects) и был его президентом в 1890-91 годы.
Сын Фримена, Фрэнк Ричард (Frank Richard Freeman, 1870—1934) также стал архитектором, как и отец. Под брендом Freeman & Son он продолжил работу своего отца и построил несколько церквей в похожем на отцовский стиле.